# 내일을 위한 시간
《내일을 위한 시간》(프랑스어: Deux jours, une nuit)은 다르덴 형제가 각본과 감독을 맡은 2014년에 개봉한 벨기에, 프랑스, 이탈리아의 영화이며, 마리옹 코티야르. 파브리치오 론조네가 출연했다.
2014년 칸 영화제에 주요 경쟁 부문에 황금종려상을 경쟁했었다. 마그리트상에서 9개 부문 후보에 올랐고, 작품상과 다르덴 형제의 감독상, 각본상등 총 3개를 수상했다. 제87회 아카데미상에서 벨기에의 아카데미 외국어 영화상 출품작으로 선정되었지만, 후보에 오르지는 못했고, 대신에 마리옹 코티야르는 이 영화에서 보여준 연기로 아카데미 여우주연상 후보에 올랐다.

## 출연
- 마리옹 코티야르 - 산드라 비야
- 파브리치오 론조네 - 마뉘
- 카트린 사레 - 줄리엣
- 올리비에 구르메 - 장마크
- 크리스텔 코르닐 - 앤
- 필리 그로인 - 에스텔
- 시몽 코드리 - 막심
- 바티스트 소르냉 - 두몽 부인